# Chariesthes multinotatus
Chariesthes multinotatus là một loài bọ cánh cứng trong họ Cerambycidae.